# Susa
Susa var en by, der på skift hørte til det elamitiske, det persiske og det parthiske rige i det område, der nu er Iran. Den lå ved Zagrosbjergene omkring 250 km øst for Tigris mellem floderne Karkheh- og Dez. Susa var et af de allerførste bysamfund i verdenshistorien og blev muligvis grundlagt omkring 4200 f.Kr. Byens betydning vekslede gennem tiden, og den blev ødelagt tre gange: Første gang i 647 f.Kr. af assyrerne, anden gang i 638, da muslimerne erobrede Persien, og tredje gang i 1218, da mongolerne ødelagde den. Den blev efterhånden forladt af indbyggere.
I dag ligger den iranske by Shush med omkring 65.000 indbyggere, der hvor oldtidens Susa lå.